# Luna de Sus (Cluj)
Luna de Sus (en hongrois : Magyarlóna ; allemand :  Lona, Deutschdorf) est un village faisant partie de Florești, Județ de Cluj, Transylvanie, Roumanie.

## Galerie

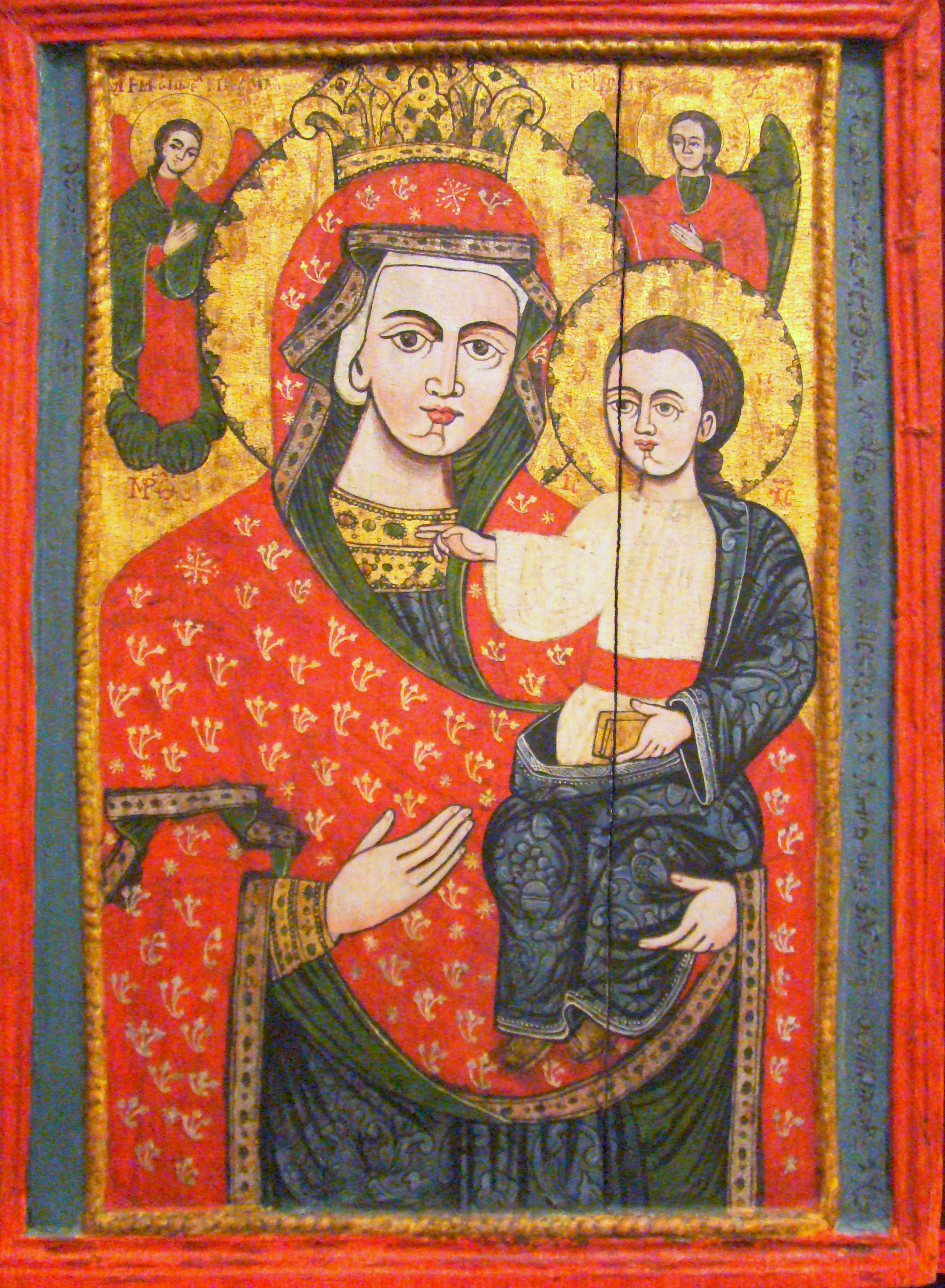
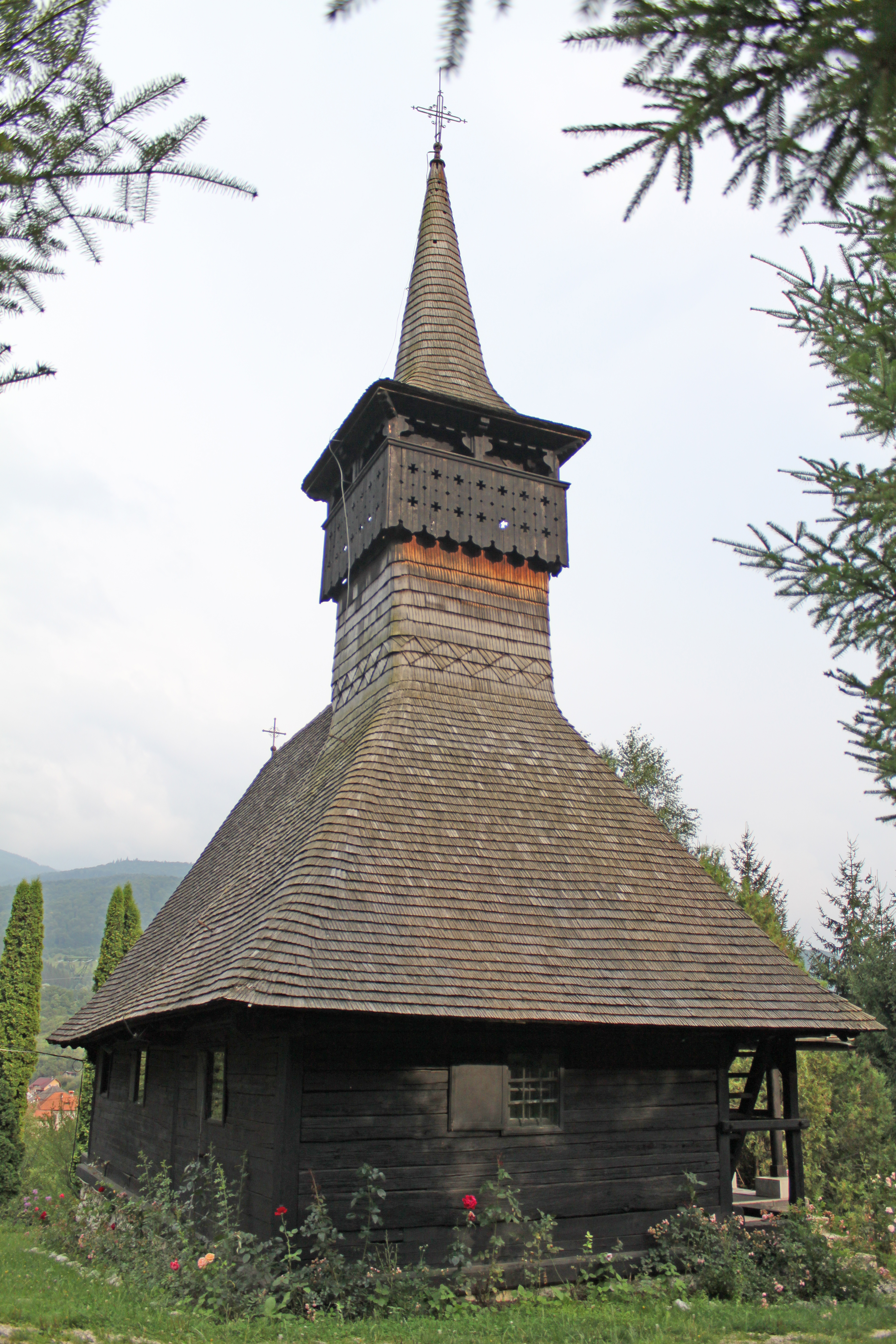

## Personnalités
- Manyi Kiss